# خوزه ایگناسیو آبادال
خوزه ایگناسیو آبادال (اسپانیایی: José Ignacio Abadal‎؛‏ درگذشته در ۳ مه ۲۰۱۰) بازیگر اهل اسپانیا بود. 
از فیلم‌هایی که وی در آن نقش داشته‌است، می‌توان به تیشه‌ای برای ماه عسل، ناین کوئینز و بیست گام تا مرگ اشاره کرد.